# Osamu Migitera
Osamu Migitera es un compositor de videojuegos de Bemani actualmente activo afiliado actualmente a Konami. Debutó por primera vez en Pop'n music 5 con la canción INNOVATION y un poco  más tarde comenzó a crear canciones en Beatmania 6th MIX con la canción Disabled the FLAW. También compuso canciones para series conocidas tales como Dance Dance Revolution, Guitar Freaks & Drummania, Jubeat y en Reflect Beat. Una vez participó también en la serie de ee'MALL como productor de sonido. Su conocido alias, Des-row, significa literalmente "corredor de la muerte".

## Música principal
Lo siguiente muestra la lista de canciones creadas por Osamu Migitera:
Des-ROW
- CORE DES (beatmania CORE REMIX)
- DESAT (beatmania 7th)
- STEEL CAGE (beatmania 7th/ee'MALL)
- COREDESAT (beatmania THE FINAL/ee'MALL)
- INNOVATION (pop'n music 5)
- 夢添ぅてぃ(des-mix) (pop'n music 9)
- too late two (GUITARFREAKS 8th & drummania 7th)
- 夢添うてぃ(des mix 2010) (pop'n music 18 せんごく列伝)
- Pharaoh ★ Love (BOOM BOOM DANCE)
- Lame by Monday (BOOM BOOM DANCE)
- LEAD Gravity (ポップンリズミン)

Des-ROW+1
- pure (pop'n music 8)

Des-ROW+2
- lime-light (ee'MALL)
- PURE (「pure」のアルバム版)
- Too late Two (「too late two」)
- VOIDDDD (「VOIDDD」のアルバム版)
- ヴェルヴェットバレット (pop'n music 19 TUNE STREET)

Des-ROW+3
- lime-light-iris (「lime-light」)

Des-ROW feat. Kevin Vicchione
- VOIDDD (GUITARFREAKS 5th & drummania 4th・beatmania THE FINAL/ee'MALL)

Des-ROW feat. SHIGE (元 CHOKE SLEEPER のヴォーカルSHIGEとのユニット)
- Funky sonic World (GUITARFREAKS 10th & drummania 9th)
- Endless cruising (GuitarFreaks V & DrumMania V)

Des-ROW feat. 真言
- THE PLACE TO BE (pop'n music 10)

Des-ROW feat. めぐみ
- THE PLACE TO BE ver.red (V-レアサウンドトラック]]7に収録)

Des-ROW feat. DENNIS GUNN
- Tail Spin (GUITARFREAKS 11th & drummania 10th)

Des-ROW+edge dogs
- FEEL the BREEZE (GuitarFreaksV4 Rock×Rock & DrumManiaV4 Rock×Rock)

Des-ROWと愉快な仲間達
- サビだけ1コーラス弾き語り「レトロスペクト路」 （春だわくわく！pop'nmusic文化祭）

Des-ROW＋Y
- プリンシプル （pop'n music 16PARTY♪)

Des-ROW+ANT
- STARLIT DUST/スティルに捧ぐ （jubeat ripples）

Des-ROW・スペ志アル
- イミテーション語ル死ス （REFLEC BEAT）

Des-ROW Ft. Vanilla Ice(ヴァニラ・アイスとのコラボ)
- Still unbreakable (DanceDanceRevolution II)
- BEFREE (BOOM BOOM DANCE)

Des-ROW with Maxi Priest(マキシ・プリーストとのコラボ)
- SAY A PRAYER (BOOM BOOM DANCE/DanceDanceRevolution II)

Des-ROW with BM
- NAMIノリ//www. (pmp2)

Des-ROW+ミサコちゃん
- ミサコの日記(見ちゃダメ!) （pop'n music 20 fantasia)

Des-ROW ft.中島愛
- Pharaoh ★ Love (REDLEC BEAT limelight/NeverDeadのエンディングテーマ(日本語版))

Des-ROW + XX
- The Sunbeam (BOOM BOOM DANCE)

## Relación con otros grupos
Des-ROW・組
- 大見解 (pop'n music 6) - 初出時 Des-ROW feat. TSUBOI for ALPHA名義
- 夜間行 (pop'n music 7) - 初出時 Des-ROW feat. TSUBOI for ALPHA名義
- 夢有 (pop'n music 8)
- 男々道 (pop'n music 9)
- 男々道15 (ボーカルベスト5収録、「男々道」のロングバージョン)
- 雪上断火 (pop'n music 12いろは)
- 説 (ee'MALL)
- 夜間行(super heavy YUMIX) (「夜間行」のアルバム版)
- 夢有(89) (「夢有」のアルバム版)
- 差無来!! (GuitarFreaks V3 & DrumMania V3)
- 火風陸空 (pop'n music ラピストリア)

Des-ROW・組スペシアル
- cobalt (pop'n music 9)
- ULTRA BUTTERFLY（坤剛力） (pop'n music 10)
- 坤剛力 (スタジオバッティングスペシアル) (V-レアサウンドトラック6収録)
- Juicy (GuitarFreaks V6 BLAZING!!!! & DrumManis V6 BLAZING!!!!)

Des-ROW・組スペシアルｒ
- カゲロウ (pop'n music 11)
- 大見解コア (「大見解」のアルバム版)
- 男々道 (悠激) (「男々道」のアルバム版)
- cobalt (アルバム版)
- a-no-ther/day (アルバムのみの収録曲）
- へんたいトリロジー (pop'n music 17 THE MOVIE)
- 一撃必翔 (pop'n music 18 せんごく列伝)

Des-ROW・組スペシアルz
- SUN/光線 (pop'n music 13カーニバル)
- レトロスペクト路 (pop'n music 14FEVER!)

Des-ROW・組ユナイテッド
- 路男 (pop'n music 15ADVENTURE)

Des-ROW・組コアスペ
- 腐斯偽堕日本 (GuitarFreaks V5 Rock to Infinity & DrumMania V5 Rock to Infinity)

## Relación con D-crew
D-crew
- Disabled the FLAW (beatmania 6th)
- BE LOVIN (beatmania 7th)
- SWAD (beatmania THE FINAL)
- LOVE D RIVE (beatmania THE FINAL・ee'MALL)
- disable dA STACK (pop'n music 10)
- MY GIFTS (pop'n music 11)
- D-groove REQ (pop'n music 11)
- CURUS (pop'n music 12 いろは)
- GADARINA (pop'n music 13カーニバル)
- CURUS special-MIX (V-レアサウンドトラック13収録)
- full-consciousness green (pop'n music 14FEVER!)
- Air Bell (beatmania IIDX 14GOLD)
- UNBOUND MIND （pop'n music 16PARTY♪)
- CURUS MH/D (「ポップンミュージック リクエストベスト!」)

D-crew feat. DENNIS GUNN(DJ Yoshitaka SCRATCHING)
- Close my Eyes for Me (beatmania IIDX 11 IIDX RED)

D-crew+1
- 無限軌道 (V-レアサウンドトラック6収録、後にpop'n music 16PARTY♪にショートバージョン移植)

B-crews
- あつまれ!ビーくんソング (pop'n music 14FEVER!)
- 4649!（よろしく） ビーくんロング (pop'n music 14 AC ♡ CS pop'n music 12 & 13収録、ロングバージョン)

D-crew feat. MAKOTO
- This is Love (beatmania IIDX 13DistorteD)

D-crew 2 US
- A thing called LOVE (Dance Dance Revolution SuperNOVA2)

D-crew feat.Matt Tucker
- We Can Win The Fight (ダンスダンスレボリューション　フルフル♪パーティー)

D-crew with VAL TIATIA
- Crazy Control (Dance Dance Revolution X2)

D-crew with Melissa Petty
- One Sided Love (Dance Dance Revolution)

Design-MAD crew
- Summer Fairytale (Dance Dance Revolution II) - 日本ではBOOM BOOM DANCEが初出

Des-crew
- CURUS-M (ditty) (pop'n music 17 THE MOVIE)

positive MAD-crew
- taulanaewn*RQD (RADAD Remix) (サウンドトラック「beatmania THE FINAL Original Soundtrack」収録、mur.mur.kurotohの「taulanaewn」のリミックス)
- Mynarco (pop'n music SunnyPark)
- ラピストリアの約束 (pop'n music ラピストリア)

## Relación con positive MA
positive MA
- SURGE LINE (beatmania 6th/ee'MALL)
- Lying on the bench (beatmania 6th)
- HEALEN (beatmania 7th/ee'MALL)

positive MA feat. akino
- one seek (beatmania THE FINAL・エンディング)
- Cradle (beatmania IIDX 9th)

positive MA feat. TSUBOI
- 夜間行 ma-Remix (beatmania 7th/「夜間行」のリミックス)

## Relación con leap-d
桜井零士
- For Dear〜 (pop'n music 12 いろは)
- Infinity Blue (pop'n music 13 カーニバル)
- 空へ続く道〜Infinity∞MIX (家庭用 pop'n music 13 カーニバル)
- Desert rain (GuitarFreaks V2 & DrumMania V2)

PLATINUM-EDEN
- 洟・月・奇蹟 (ee'MALL 2nd avenue)

## Relación con NICK BOYS
- Nick boys (ee'MALL/TOMOSUKE)
- Pinky Nick (ee'MALL 2nd avenue/同上)
- Nick Ring (pop'n music 11/同上)
- DOLLAR DOLLAR (pop'n music 14FEVER!/同上)

## Relación con その他の名義 (曲のコメントでは主にMTO)
MTO
- World Wide Love (beatmania IIDX 8th)
- ee'MALL システムBGM各種

Frances Maya
- アジサイの花 (pop'n music 13カーニバル)

DAVIGHT
- When I come back (GuitarFreaks V3 & DrumMania V3)

Cheki-ROWS
- GIRIGILI門前雀羅 (Dance Dance Revolution SuperNOVA2)

Des-TRACT
- TROOPERS (beatmania IIDX 15 DJ TROOPERS)

Des-MASTERS
- ハリツヤランデヴー (beatmania IIDX 16 EMPRESS)

達見恵
- 星空に誓うロマンス (うたっち)

ビンビンWAVES
- エンプティ マイ ハート (うたっち)

Des-Sana+wpt9
- キルト (jubeat knit APPEND)

Des-NOW
- 純白レジエンド -冬- (REFLEC BEAT colette -Winter-)

Des-TINE
- 追儺の桜 -春- (REFLEC BEAT colette -Spring-)

Des-Wim
- Last Memento -花火のない夏- (REFLEC BEAT colette -Summer-)

## Colaboración
DesQ
- Jack (pop'n music 10/TaQとの共作・編曲担当)

414
- double thrash (beatmania IIDX 12HAPPYSKY/泉陸奥彦との共作)

Des-あさ
- 真超深TION (pop'n music 13カーニバル/あさきとの共作)
- ￥真超深TION￥ (GuitarFreaks V2 & DrumMania V2/上記曲の別アレンジ)

TOMO－crew
- DA DA DA DANCING!! (TOMOSUKEとの共作)

strawberry barium"s"
- Pop'n X'mas 2004 〜電子ノウタゴエ〜 (pop'n music 12)

cutie smashers
- ランブルメドレー (pop'n music 13カーニバル)

Sota÷Des
- Empathetic (私立BEMANI学園)

Ryu☆ ∞ Des-ROW
- Engraved Mark (熱闘！BEMANIスタジアム)

## Otros participantes que trabajaron con Des-row
鈴木愛
- 正論 (GUITARFREAKS 6th & drummania 5th)-ギター演奏（編曲： 小野秀幸)

Ark of the Covenant
- rebirth of love (GuitarFreaks V & DrumMania V)

Shine All Stars
- 柳小路のシスター (pop'n music 11)

めぐみ
frost (pop'n music 11)
dj TAKA feat. Jasmine
- Final Count Down (MTO CRY BABY STYLE) (beatmania IIDX 4th style)-ギター演奏（編曲：dj TAKA)

黒ムル&淀川ジョルカエフ
- お豆の哀歌 (pop'n music 12いろは)

黒ムルfeat.淀川ジョルカエフ
- 異能対決！vs.淀ジョル (pop'n music 14FEVER!)